# Didymodon ditrichoides
Didymodon ditrichoides là một loài Rêu trong họ Pottiaceae. Loài này được (Broth.) X.J. Li & S. He mô tả khoa học đầu tiên năm 2001.